# Гайдушек, Станислав
Станислав Гайдушек (чеш. Stanislav Hajdušek, родился 30 марта 1956, в Копршивнице) — бывший чехословацкий хоккеист, защитник. Бронзовый призёр чемпионата мира 1981 года.

## Биография
Станислав Гайдушек всю свою карьеру провёл в пражской «Спарте».
Играл за сборную Чехословакии, в её составе стал бронзовым призёром чемпионата мира 1981 года.

## Достижения
Бронзовый призёр чемпионата мира 1981

## Статистика
- Чемпионат Чехословакии — 419 игр, 146 очков (64+82)
- Сборная Чехословакии — 51 игра, 4 шайбы
- Всего за карьеру — 470 игр, 68 шайб